# Nürnberger Autorenstipendium
Das Nürnberger Autorenstipendium ist ein seit 1990 stattfindender Drehbuch-Wettbewerb, gemeinsam ausgerichtet von der Stadt Nürnberg und dem Bayerischen Rundfunk.

## Zielsetzung
Das Nürnberger Autorenstipendium hat die Zielsetzung einen Beitrag zur Förderung von Nachwuchs-Drehbuchautoren zu leisten. Alle zwei Jahre werden aus etwa zweihundert Bewerbungen zunächst die besten zehn in eine zweite Runde nach Nürnberg eingeladen. Aus diesen werden dann die fünf Stipendiaten bestimmt. Begleitet wird der Wettbewerb von namhaften Juroren, Tutoren und Referenten. Zu ihnen gehörten Hilde Bechert, Franz Xaver Bogner, Vivien Bronner, Michael Füting, Hans W. Geißendörfer, Claudia Gladziejewski, Ernst Gortner, Egon Günther, Michael Hatry, Thomas Hernadi, Astrid Kahmke, Karla Krause, Angelika Niermann, Monika Peetz, Susanne Petz, Brigitte Schroedter, Claudia Simionescu, Gabriela Sperl, Martin Thau, Egbert van Wyngaarden, Klaus-Peter Wolf, Christoph von Zastrow.

## Wettbewerbsbeiträge (Auswahl)
Erfolgreiche Wettbewerbsbeiträge waren beispielsweise das Drehbuch Puppe von Marie Amsler, verfilmt von Sebastian Kutzli, mit Anke Retzlaff und Corinna Harfouch, Der Maulwurf von Dirk Kummer, die Drehbuchidee 900 Grad von David Fermer, die bereits als zweisprachiges Jugendbuch unter dem Titel „Nonstop BMX“ erschien; die Drehbuchidee Die Schläpples und ich von Catrin Barnsteiner, die unter dem Titel Fräulein Schläpples fabelhafte Steuererklärung erschien. İlker Çatak, Stipendiat beim Nürnberger Autorenstipendium 2011/12, überzeugte dort mit seinem Spätkauf, das 2015 den Studenten-Oscar in Gold erhielt.
Der Nürnberger Gerhard Faul drehte als Autorenfilmer den Spielfilm Frischfleisch. In der 100 Minuten langen Satire verliebt sich Metzgergeselle Piet in Sabine, Vegetarierin und Tierschützerin. Frischfleisch wurde auf drei Filmfestivals gezeigt und lief in vielen Programmkinos. Für die beiden Hauptdarsteller Christin Balogh und Tobias Rosen bedeutete der Film den Einstieg für ihre Karriere als Schauspieler in TV-Serien.

## Stipendiaten
(Quelle: )
- 2021/2022 (Thema: Transformation) Leonie Below, Timon Jansen, Stephanie Quitterer, Niklas Trinkhaus, Claire Walka
- 2019/2020 (Thema: Selbstoptimierung) Sinja Dieks, Sophia Fritz, Michael Grießler, Anja Lupfer, Nicolas Stille
- 2017/2018 (Thema: Grenzenlos) Anne J. Daschkey, Jasper Diedrichsen, Fentje Hanke, Fabian Oswald, Tabea Zeltner
- 2015/2016 (Thema: online-offline) Konrad Bach, Jane Bieler, Marion Mayer, Franziska Müller, Lotte Zell
- 2013/2014 (Thema: Schöne, neue Medienwelt): Martina Bölck, Beatrix Lindig, Florian Plumeyer, Johanna Rottenmaier, Daniel Wild
- 2011/2012 (Sparte: Heimat): Natascha Bub, Ilker Çatak, Samia Susann Trabolsi, Nikolaus von Uthmann, Rebekka Wulff.
- 2009/2010 (Sparte: Romantic Comedy): Lucy Astner, Catrin Barnsteiner, Matthias Heyen, Annick Klug, Joanna Maxellon, Ute Mügge-Lauterbach.
- 2007/2008 (Sparte: Jugendfilm): Marie Amsler, Dorthe Hodemacher, Christopher Kloeble,  Maren Rosengarten, Nataly Savina.
- 2005/2006 (Sparte: Jugendfilm): David Fermer, Susanne Finken, Angela Graas, Chiara Nassauer, Claudia Schlagenhaufer, Peter Wawerzinek.
- 2003/2004 (Sparte Jugendfilm): Johannes Groschupf, Walter Kohl, Simone Kollmorgen, Heike Steiner, Sandra Visscher, Stefan Weigl.
- 2002 (selbstgewähltes Thema): Birgit Granzow-Yom, Thomas Heldt, Vanessa Jung, Dirk Kummer, Peter Reusse.
- 2000 (selbstgewähltes Thema): Sylvia Hitzler, Franz Kipphardt, Birgit Stobbe, Gisela Wiehe, Michael Wildenhain.
- 1999 (Thema: Spielfilm "1999"): Gerhard Faul, Margott Litten, Hans-Martin Sänger, Livia Vogt, Karl von Wetzky.
- 1995 (Sparte Kinderfilm): Michael Bernstein, Laetitia-N. Bouzahar, Harald Bühler, Hans-Rainer Mihan, Ulla Schill.
- 1994 (Autorenworkshop): Workshop mit 10 Autoren der Ausschreibung 1993.
- 1993 (Thema: Spielfilm mit fränkischem Bezug): Martin May, Carsten Steigerwald.
- 1991: Vergabe in der Sparte Theater.
- 1990: Erste Ausschreibung.